# 얄룽캉산
얄룽캉산(영어: Mount Yalung-Kang)은 칸첸중가산의 서봉으로 높이는 8,505m이다. 주봉인 칸첸중가산의 서쪽 1.5km에 있으며, 주봉과의 상대 높이 차이가 작아 독립된 봉우리로 보지 않기도 한다.